# Kyllinga buchananii
Kyllinga buchananii är en halvgräsart som beskrevs av Charles Baron Clarke. Kyllinga buchananii ingår i släktet Kyllinga och familjen halvgräs. Inga underarter finns listade i Catalogue of Life.